# 2e assemblée citoyenne de Podemos
La 2e assemblée citoyenne de Podemos a eu lieu les 11 et 12 février 2017. Surnommée Vistalegre 2, elle a vu cinq listes s'opposer pour les élections au Conseil citoyen et au secrétariat général.

## Résultats
Pablo Iglesias Turrión est reconduit dans ses fonctions de secrétaire général.

### Secrétaire général
|                           | Pablo Iglesias Turrión    | 128 742 | 89,09 |
|                           | Juan Moreno Yagüe         | 15 772  | 10,91 |
| Votes valides             | Votes valides             | 144 514 | 93,12 |
| Votes blancs et invalides | Votes blancs et invalides | 10 676  | 6,88  |
| TOTAL                     | TOTAL                     | 155 190 | 100   |
| Source : Podemos          |                           |         |       |

### Conseil citoyen d'Etat
| Liste                | Liste                                                               | Points      | %     | S  | %     |
| -------------------- | ------------------------------------------------------------------- | ----------- | ----- | -- | ----- |
|                      | Podemos Para Todas (équipe Pablo Iglesias Turrión)                  | 138 663 530 | 50,78 | 37 | 59,68 |
|                      | Recuperar la Ilusión (équipe Íñigo Errejón)                         | 91 954 949  | 33,67 | 23 | 37,10 |
|                      | Podemos en Movimiento (équipe Miguel Urbán Crespo/Teresa Rodríguez) | 35 811 970  | 13,11 | 2  | 3,23  |
|                      | Autres                                                              | 6 635 502   | 2,43  | 0  | -     |
| TOTAL                | TOTAL                                                               | 273 065 951 | 100   | 62 | 100   |
| Source : eldarios.es |                                                                     |             |       |    |       |

### Documents

#### Document sur la politique
|                           | Podemos Para Todas (équipe Pablo Iglesias Turrión)                  | 85 946  | 56,04 |
|                           | Recuperar la Ilusión (équipe Íñigo Errejón)                         | 51 701  | 33,71 |
|                           | Podemos en Movimiento (équipe Miguel Urbán Crespo/Teresa Rodríguez) | 13 689  | 8,93  |
|                           | Juan Moreno Yagüe Political Document                                | 1 324   | 0,86  |
|                           | Podemos en Equipo                                                   | 700     | 0,46  |
| Votes valides             | Votes valides                                                       | 153 360 | 98,82 |
| Votes blancs et invalides | Votes blancs et invalides                                           | 1 830   | 1,18  |
| TOTAL                     | TOTAL                                                               | 155 190 | 100   |
| Source : Podemos          |                                                                     |         |       |

#### Document sur l'organisation
|                           | Podemos Para Todas (équipe Pablo Iglesias Turrión)                  | 83 385  | 54,42 |
|                           | Recuperar la Ilusión (équipe Íñigo Errejón)                         | 53 415  | 34,86 |
|                           | Podemos en Movimiento (équipe Miguel Urbán Crespo/Teresa Rodríguez) | 15 333  | 10,01 |
|                           | Podemos en Equipo                                                   | 1 092   | 0,71  |
| Votes valides             | Votes valides                                                       | 153 225 | 98,73 |
| Votes blancs et invalides | Votes blancs et invalides                                           | 1 965   | 1,27  |
| TOTAL                     | TOTAL                                                               | 155 190 | 100   |
| Source : Podemos          |                                                                     |         |       |

#### Document sur l’éthique
|                           | Podemos Para Todas (équipe Pablo Iglesias Turrión)                  | 82 058  | 53,63 |
|                           | Recuperar la Ilusión (équipe Íñigo Errejón)                         | 51 710  | 33,79 |
|                           | Podemos en Movimiento (équipe Miguel Urbán Crespo/Teresa Rodríguez) | 17 797  | 11,63 |
|                           | Podemos en Equipo                                                   | 1 451   | 0,95  |
| Votes valides             | Votes valides                                                       | 153 016 | 98,60 |
| Votes blancs et invalides | Votes blancs et invalides                                           | 2 174   | 1,40  |
| TOTAL                     | TOTAL                                                               | 155 190 | 100   |
| Source : Podemos          |                                                                     |         |       |

#### Document sur l'égalité
|                           | Podemos Para Todas (équipe Pablo Iglesias Turrión) | 93 536  | 61,68 |
|                           | Recuperar la Ilusión (équipe Íñigo Errejón)        | 53 989  | 35,60 |
|                           | Podemos en Equipo                                  | 4 113   | 2,71  |
| Votes valides             | Votes valides                                      | 151 638 | 97,71 |
| Votes blancs et invalides | Votes blancs et invalides                          | 3 552   | 2,29  |
| TOTAL                     | TOTAL                                              | 155 190 | 100   |
| Source : Podemos          |                                                    |         |       |